# Ердене (сомон)
Ердене (монг. Эрдэнэ) — сомон аймаку Туве, Монголія. Територія 8,0 тис. км², населення 4,6 тис. Центр — селище Ар Хуст розташоване на відстані 59 км від м. Зуунмод та 67 км від Улан-Батора.

## Рельєф
Більшу частину території займають хребти Хентія, гори Асралтхайрхан (2900 м) Хийдийн сарьдаг (2666 м), Алтай Улий (2646 м) та ін, рівнинні долини Архуст, Терелж, Туул.

## Корисні копалини
Золото, свинець, вугілля, будівельна сировина.

## Клімат
Різкоконтинентальний клімат, середня температурв січня −21-21С, липня +21-23С, у середньому протягом року в горах випадає 500 мм, в низинних районах 300 мм опадів.

## Тваринний світ
Водяться лисиці, вовки, козулі, манули, зайці, тарбагани.

## Соціальна сфера
Є школа, лікарня, сфера обслуговування, майстерні.